# 地域巡回バス (名古屋市)

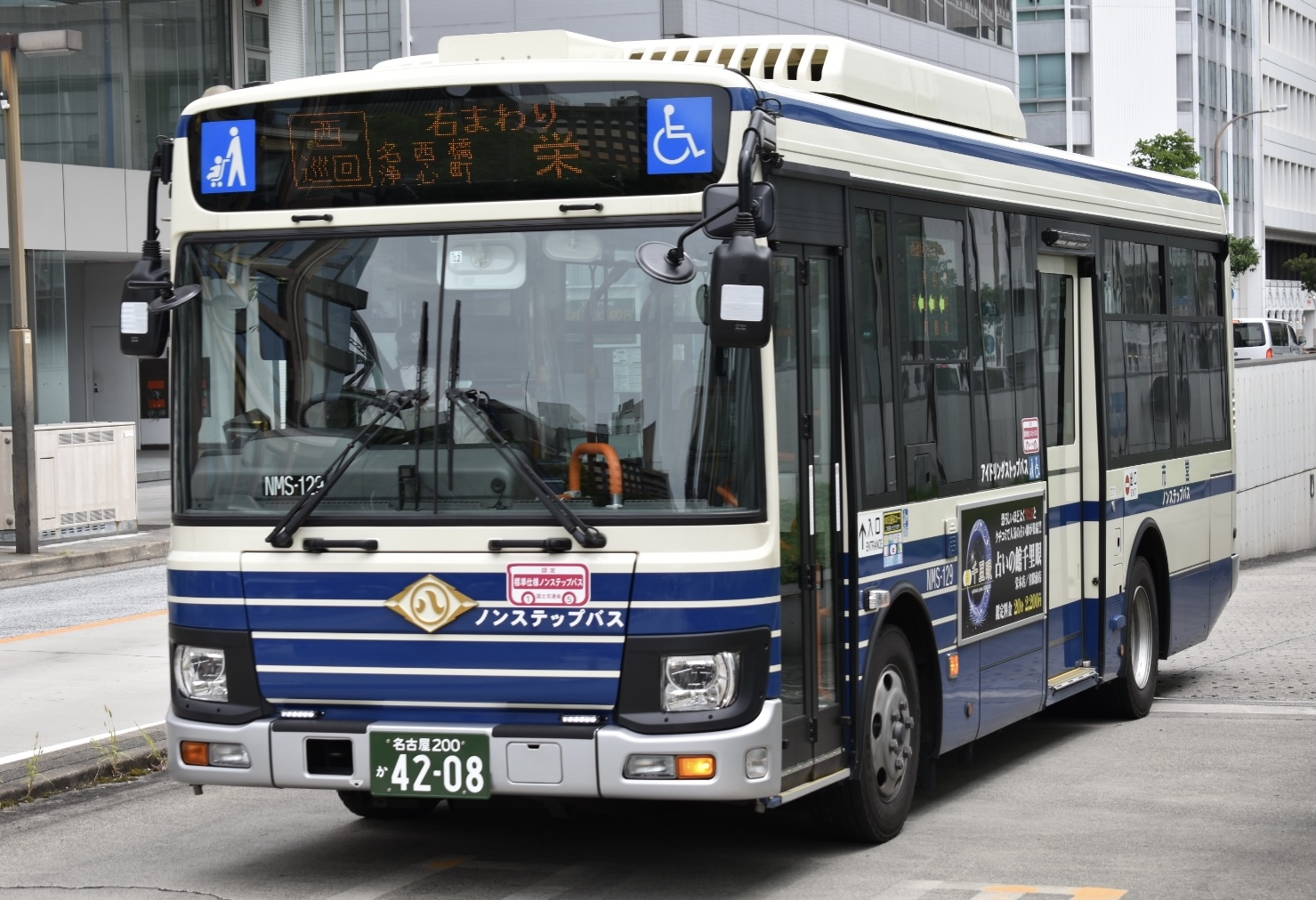
地域巡回バス

地域巡回バス（ちいきじゅんかいバス）とは、名古屋市交通局（名古屋市営バス）が運行しているコミュニティバス路線の愛称である。

## 概要
2004年（平成16年）10月6日のダイヤ改正で全22系統が新設された。それまでの「港区」や「中川区1」といった公共施設関連系統（各区ごとに「○○区系統」と称される）をコミュニティバス化した路線である。各区内の駅・区役所・病院・大規模商業施設などを結んでいる。大型バスの運行が難しい狭い道も通り、約250m間隔（一般路線の約半分）で停留所が設置されているのも特徴で、巡回バスのみが停車するバス停も多数設置された。
系統名には地域名が入っているが、当該地域から外れたエリアも運行している。
当バスは赤字額全額の補填を名古屋市の一般会計より受けているため、交通局としては損失がない。
バス前面には地域巡回バスであることを示す垂れ幕が取り付けられていたが、現在はマグネットでの対応、系統表示が○巡回（例：北巡回）となっている。
8時から16時台もしくは9時台から17時台に各1本ずつ、1日9往復が運転されている。運行の詳細については、名古屋市交通局の公式サイトなどを参照。
一部の停留所では「Local Circuit」という英語表記も見られる。

## 歴史
- 2004年（平成16年）10月6日 - 地域巡回バス全22系統を運行開始。
- 2005年（平成17年）8月9日 - 地元住民の要望により、千種巡回・瑞穂巡回を経路変更。
- 2006年（平成18年）
  - 3月31日 - 初のダイヤ改正。巡回バス専用停留所30箇所を新設。
  - 11月1日 - 瑞穂巡回を一部路線変更・停留所新設。
- 2007年（平成19年）4月1日 - 地域巡回専用停留所13箇所を、追加・新設。
- 2008年（平成20年）4月1日 - 星丘13号系統に星ケ丘発植園町経由左回り星ケ丘行きを設定。
- 2009年（平成21年）10月1日 - 志段味巡回を経路変更。
- 2011年（平成23年）3月27日 - 瑞穂巡回・緑1巡回・緑2巡回を経路変更。緑巡回・徳重巡回を新設（緑1巡回 → 徳重巡回・緑2巡回 → 緑巡回）。
- 2013年（平成25年）4月1日 - 守山巡回が区間延長。
- 2014年（平成26年） - 熱田巡回を経路変更。
- 2015年（平成27年）4月1日 - 8時台または17時台に増便し、9往復体制に。中村巡回・瑞穂巡回を経路変更。
- 2018年（平成30年）4月1日 - 北巡回を経路変更。
- 2019年（平成31年）3月25日 - 東巡回・中村巡回を経路変更[1]。
- 2020年（令和2年）10月1日 - 志段味巡回を経路変更。
- 2022年（令和4年）4月2日 - 南巡回・熱田巡回を経路変更。

## 運行路線

### 巡回バス路線

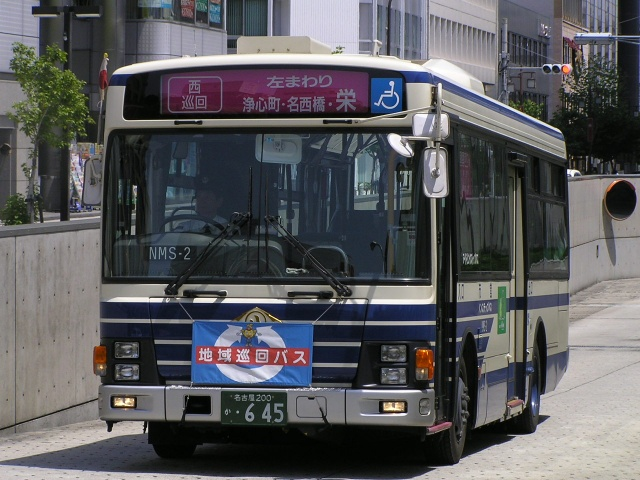
西巡回（左まわり栄行き）

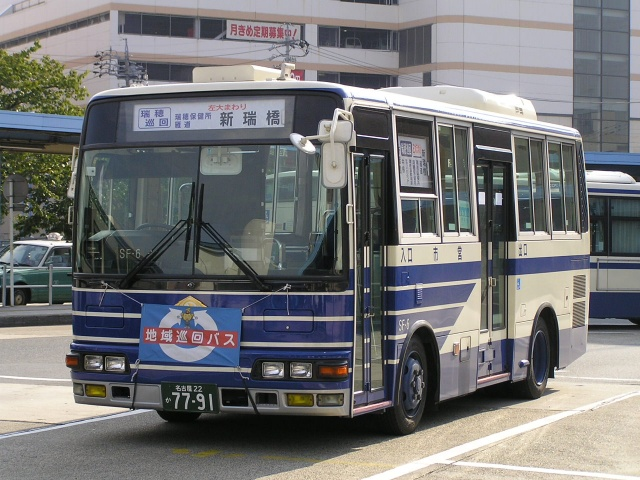
瑞穂巡回（左大回り新瑞橋行き）

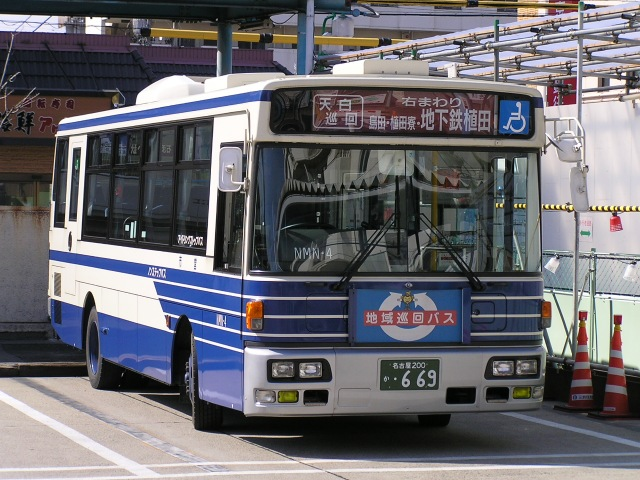
天白巡回（右回り地下鉄植田行き）

括弧内は一部便が該当する。各系統の詳細は担当営業所の記事を参照。
- 千種巡回：地下鉄自由ヶ丘 - 地下鉄自由ヶ丘
- 東巡回：大曽根 - 茶屋ヶ坂
- 北巡回：黒川 - 黒川
- 楠巡回：如意車庫前 - 如意車庫前
- 西巡回：栄 - 栄
- 山田巡回：如意車庫前 - 平田住宅
- 中村巡回：本陣 - 稲西車庫
- 中巡回：栄 - 金山
- 昭和巡回：御器所通 - 名古屋大学
- 瑞穂巡回：新瑞橋 - 新瑞橋
- 熱田巡回：金山 - 金山
- 中川巡回：地下鉄高畑 - 地下鉄高畑
- 富田巡回：戸田 - 戸田荘
- 港巡回：港区役所 - 多加良浦
- 南陽巡回：戸田荘 - 河合小橋
- 南巡回：神宮東門 - 神宮東門
- 守山巡回：新守山駅 - 上飯田
- 志段味巡回：小幡 - 東谷山フルーツパーク
- 徳重巡回：白土 - 藤田医科大学病院
- 緑巡回：名鉄有松 - 藤田医科大学病院
- 名東巡回：星ヶ丘 - 猪高車庫
- 天白巡回：地下鉄植田 - 地下鉄植田

### 補完路線

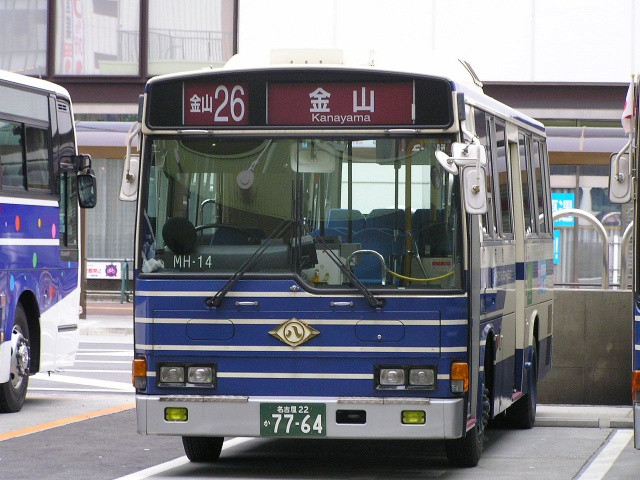
金山26（金山行き）

地域巡回バスは8～16時台または9～17時台の運行であるため、それ以外の時間帯は巡回バス路線と重複運行する一般系統が一部区間で運行され、地域巡回バス専用の停留所にも停車する。守山11号系統以外、朝または朝夕のみの運行となる。
- 西巡回
  - 栄27：栄 - 栄
- 昭和巡回
  - 金山26：金山 - 金山
- 名東巡回
  - 猪・星（支）：猪高車庫 → 一社 → 西里町 → 植園町 → 星ヶ丘（8:24発のみ）
- 北巡回
  - 黒川14：黒川 - 安井町西
  - 上・西：上飯田 → 西部医療センター（8:11発のみ）
- 南巡回
  - 神宮16：神宮東門 - 神宮東門
- 天白巡回
  - 植田12：地下鉄植田 - 地下鉄植田
- 南陽巡回
  - 春田11：春田駅 - 南陽交通広場
- 守山巡回
  - 守山11：新守山駅 - 上飯田
- 徳重巡回
  - 徳重12（支）：地下鉄徳重 - 藤塚一丁目 - 白土
- 志段味巡回
  - 印・高：印場 - 高蔵寺
  - 志段味11：志段味交通広場 - 志段味交通広場
- 緑巡回
  - 有松11（折）：名鉄有松 - 有松町口無池

## 車両
基本的に中型ノンステップバスが使用される。一部系統では、大型車が入る場合もある。補完路線は地域巡回系統の車両を充当することが多い（垂れ幕・マグネットは外す）。
車両についての詳細は、名古屋市営バスの項を参照。